# دريك ليفين
دريك ليفين (بالإنجليزية: Drake Levin)‏ هو عازف قيثارة أمريكي، ولد في 17 أغسطس 1946 في شيكاغو في الولايات المتحدة، وتوفي في 4 يوليو 2009 في سان فرانسيسكو في الولايات المتحدة بسبب سرطان.

## وصلات خارجية
- الموقع الرسمي
- دريك ليفين على موقع IMDb (الإنجليزية)
- دريك ليفين على موقع ميوزك برينز (الإنجليزية)
- دريك ليفين على موقع ميوزك برينز (الإنجليزية)
- دريك ليفين على موقع أول ميوزيك (الإنجليزية)
- دريك ليفين على موقع ديسكوغز (الإنجليزية)